# Amathia scoparia
Amathia scoparia är en mossdjursart som beskrevs av Giuseppe Giovanni Antonio Meneghini 1844. Amathia scoparia ingår i släktet Amathia och familjen Vesiculariidae. Inga underarter finns listade i Catalogue of Life.